# Туммальський напис
Туммальський напис — шумерське джерело початку II тисячоліття до н. е. Є хронікою відбудови міста Туммаль та храму Нінліль після кожного руйнування внаслідок військових походів правителів сусідніх міст. Напис дозволив переоцінити періодизацію стародавнього Близького Сходу. Текст містить список царів, які правили Туммалем від середини третього тисячоліття до н. е. до XX століття до н. е.

## Історія
Фрагмент Туммальського напису було знайдено на початку ХХ століття у Туммалі (поряд із Ніппуром). 1914 року Арно Пебель опублікував його переклад. Текст був неповним, не вистачало перших десяти рядків. 1955 року Семюел Крамер виявив частини, що їх не вистачало, у колекції музею Єнського університету імені Фрідріха Шиллера.
Джерело датовано початком другого тисячоліття до н. е., коли правителем Ніппура був Ішбі-Ерра — засновник першої династії Ісіна. Темою напису, зробленого, імовірно, за наказом царя, було підбивання підсумків будівельних робіт у Туммалі, де розташовувався храм богині Нінліль.

## Значення
Туммальський напис сприяв перегляду періодизації історії Близького Сходу. Раніше, коли напис ще не був знайдений, Торкільд Якобсен вважав, що перша династія Ура правила під час другої половини царювання першої династії Урука. З ним не погоджувались більшість науковців, які на підставі Епосу про Гільгамеша й археологічних досліджень дійшли висновку, що Гільгамеш (п'ятий правитель I династії Урука) й Агга (останній цар першої династії Кіша) були сучасниками, а Месанепада (I династія Ура) правив від ста до чотирьохсот років по тому.
Після вивчення інших джерел часів Туммальського напису Семюел Крамер намагався реконструювати події середини третього тисячоліття до н. е. Тоді I династія Кіша занепадала. Два її останніх правителя, Ен-Мебарагесі й Агга воювали проти Месанепади, засновника I династії Ура. Столиця Кіш і священне місто Ніппур, імовірно, зазнали розграбування й були залежними від Ура (Месанепада відтоді почав називати себе царем Кіша, про що свідчить знайдена печатка). Переможець збудував Буршушну, одну з будівель у комплексі храмів Енліля. Будівельні роботи Месанепади продовжив його син, Мескіангнуна. У той же час зросло значення Урука, його цар, Гільгамеш, захопив і зруйнував Ніппур і Кіш.